# Liste der Kulturdenkmale in Pirna (westliche Stadtteile)

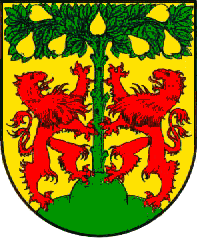
Stadtwappen

In der Liste der Kulturdenkmale in Pirna (westliche Stadtteile) sind sämtliche Kulturdenkmale der sächsischen Stadt Pirna verzeichnet, die bis 2017 vom Landesamt für Denkmalpflege Sachsen erfasst wurden und die in den westlich der Altstadt gelegenen Stadtteilen der Gemarkung Pirna liegen. Darin eingeschlossen ist vor allem der historische Stadtteil Westvorstadt. Die Anmerkungen sind zu beachten.
Diese Liste ist eine Teilliste der Liste der Kulturdenkmale in Pirna.
Diese Liste ist eine Teilliste der Liste der Kulturdenkmale in Sachsen.

## Legende
- Bild: Bild des Kulturdenkmals, ggf. zusätzlich mit einem Link zu weiteren Fotos des Kulturdenkmals im Medienarchiv Wikimedia Commons. Wenn man auf das Kamerasymbol klickt, können Fotos zu Kulturdenkmalen aus dieser Liste hochgeladen werden:
- Bezeichnung: Denkmalgeschützte Objekte und ggf. Bauwerksname des Kulturdenkmals
- Lage: Straßenname und Hausnummer oder Flurstücknummer des Kulturdenkmals. Die Grundsortierung der Liste erfolgt nach dieser Adresse. Der Link (Karte) führt zu verschiedenen Kartendiensten mit der Position des Kulturdenkmals. Fehlt dieser Link, wurden die Koordinaten noch nicht eingetragen. Sind diese bekannt, können sie über ein Tool mit einer Kartenansicht einfach nachgetragen werden. In dieser Kartenansicht sind Kulturdenkmale ohne Koordinaten mit einem roten bzw. orangen Marker dargestellt und können durch Verschieben auf die richtige Position in der Karte mit Koordinaten versehen werden. Kulturdenkmale ohne Bild sind an einem blauen bzw. roten Marker erkennbar.
- Datierung: Baubeginn, Fertigstellung, Datum der Erstnennung oder grobe zeitliche Einordnung entsprechend des Eintrags in der sächsischen Denkmaldatenbank
- Beschreibung: Kurzcharakteristik des Kulturdenkmals entsprechend des Eintrags in der sächsischen Denkmaldatenbank, ggf. ergänzt durch die dort nur selten veröffentlichten Erfassungstexte oder zusätzliche Informationen
- ID: Vom Landesamt für Denkmalpflege Sachsen vergebene, das Kulturdenkmal eindeutig identifizierende Objekt-Nummer. Der Link führt zum PDF-Denkmaldokument des Landesamtes für Denkmalpflege Sachsen. Bei ehemaligen Kulturdenkmalen können die Objektnummern unbekannt sein und deshalb fehlen bzw. die Links von aus der Datenbank entfernten Objektnummern ins Leere führen. Ein ggf. vorhandenes Icon  führt zu den Angaben des Kulturdenkmals bei Wikidata.

### Westliche Teile der Gemarkung Pirna
| Bild           | Bezeichnung | Lage                                     | Datierung | Beschreibung | ID       |
| -------------- | --- | ---------------------------------------- | --- | --- | -------- |
| Weitere Bilder | Ufereinfassung der Gottleuba | (Karte)                                  | ab 19. Jh. (Uferbefestigung)                                                                                    | Ufereinfassung der Gottleuba; ortsbildprägend von Bedeutung | 09226768 |
| Weitere Bilder | Bahnhof Pirna; Eisenbahnstrecke Bodenbach–Dresden-Neustadt                                                                                   | Bahnhofstraße (Karte)                    | 1874 (Empfangsgebäude), 1874 (Bahnsteighalle), 1899 (Unterführung)                                              | Empfangsgebäude mit allen Bauteilen, Bahnsteigüberdachungen, Personenunterführung und Vorplatz; baugeschichtlich, eisenbahngeschichtlich, technikgeschichtlich und verkehrsgeschichtlich von Bedeutung, das Empfangsgebäude ein Gründerzeitbau an der Eisenbahnstrecke Bodenbach–Dresden-Neustadt. | 09220780 |
| Weitere Bilder | Hofanlage mit Wohnhaus und Nebengebäuden im Hof                                                                                              | Bahnhofstraße 1 (Karte)                  | 2. Hälfte 18. Jh. (Wohnhaus)                                                                                    | baugeschichtlich, städtebaulich, sozialgeschichtlich und wirtschaftsgeschichtlich von Bedeutung, ortsbildprägende Lage am Dohnaischen Platz nahe der Wallanlage | 09220320 |
| Weitere Bilder | Wohnhaus mit Toreinfahrt und seitlichem eingeschossigen Ladenanbau                                                                           | Bahnhofstraße 2 (Karte)                  | 2. Hälfte 18. Jh. (Wohnhaus)                                                                                    | baugeschichtlich, städtebaulich, stadtentwicklungsgeschichtlich und sozialgeschichtlich von Bedeutung, der Ladenanbau aus der Gründerzeit. Nebengebäude mitsamt Toreinfahrt und Ladenanbau wurden nach 2016 im Rahmen von Bauarbeiten für das Scheunenhof-Center abgerissen | 09221221 |
| Weitere Bilder | Mietshaus in geschlossener Bebauung | Bahnhofstraße 5 (Karte)                  | um 1880 (Mietshaus)                                                                                             | baugeschichtlich und städtebaulich von Bedeutung, ein Gründerzeithaus mit repräsentativer Fassade im Stil der Neorenaissance, straßenbildprägende Balkone mit Ziergittern | 09220321 |
| Weitere Bilder | Mietshaus in geschlossener Bebauung | Bahnhofstraße 6 (Karte)                  | bezeichnet 1878 (Mietshaus)                                                                                     | baugeschichtlich und städtebaulich von Bedeutung, ein Gründerzeithaus, straßenbildprägende Balkone mit Ziergittern | 09220322 |
| Weitere Bilder | Mietshaus in geschlossener Bebauung | Bahnhofstraße 7 (Karte)                  | um 1880 (Mietshaus)                                                                                             | baugeschichtlich und städtebaulich von Bedeutung, ein Gründerzeithaus, straßenbildprägende Balkone mit Ziergittern | 09220323 |
|                | Mietshaus in ehemals halboffener Bebauung | Bahnhofstraße 8 (Karte)                  | um 1880 (Mietshaus)                                                                                             | baugeschichtlich und städtebaulich von Bedeutung, ein Gründerzeithaus, straßenbildprägende Balkone mit Ziergittern | 09220324 |
| Weitere Bilder | Mietshaus in offener Bebauung, Eckhaus, mit Einfriedung                                                                                      | Bahnhofstraße 10b (Karte)                | 1890er Jahre (Mietshaus)                                                                                        | baugeschichtlich und städtebaulich von Bedeutung, ein Gründerzeithaus mit repräsentativer Fassade im Stil der Neorenaissance, straßenbildprägender Eckerker, Balkone mit Ziergittern, Villa Dorothea | 09220443 |
| Weitere Bilder | Villa (Nr. 12) mit Einfriedung und Nebengebäude (Nr. 12a)                                                                                    | Bahnhofstraße 12; 12a (Karte)            | 1870er Jahre (Villa)                                                                                            | baugeschichtlich und städtebaulich von Bedeutung, Gründerzeitgebäude | 09220325 |
| Weitere Bilder | Wohn- und Verwaltungsbau der Sächsischen Sandsteinwerke                                                                                      | Bahnhofstraße 12b (Karte)                | 2. Hälfte 19. Jh. (Wohnhaus)                                                                                    | baugeschichtlich und ortsgeschichtlich von Bedeutung, ehemals VEB Elbenaturstein Dresden Betriebsteil Sandstein Pirna | 09220327 |
| Weitere Bilder | Villa | Bahnhofstraße 15 (Karte)                 | um 1912 (Villa)                                                                                                 | baugeschichtlich und städtebaulich von Bedeutung, anspruchsvolle sachliche Architektur im Reformstil der Zeit um 1910 | 09220329 |
| Weitere Bilder | Villa mit Einfriedung | Bahnhofstraße 15b (Karte)                | 1890er Jahre (Villa)                                                                                            | baugeschichtlich und städtebaulich von Bedeutung, ein Gründerzeitgebäude | 09220326 |
| Weitere Bilder | Mietvilla mit Einfriedung | Bahnhofstraße 15c (Karte)                | um 1900 (Mietvilla)                                                                                             | baugeschichtlich und städtebaulich von Bedeutung | 09220330 |
| Weitere Bilder | Mietvilla mit Einfriedung | Bahnhofstraße 15d (Karte)                | 1890er Jahre (Mietvilla)                                                                                        | baugeschichtlich und städtebaulich von Bedeutung | 09220331 |
| Weitere Bilder | Villa mit Einfriedung | Bahnhofstraße 15e (Karte)                | 1870er Jahre (Villa)                                                                                            | baugeschichtlich und städtebaulich von Bedeutung, ein Gründerzeitgebäude, straßenbildprägender Vorbau auf Säulen und Pfeilern | 09220332 |
| Weitere Bilder | Mietshaus, in geschlossener Bebauung konzipiert                                                                                              | Bahnhofstraße 20 (Karte)                 | 1890er Jahre (Mietshaus)                                                                                        | baugeschichtlich und städtebaulich von Bedeutung, ein Gründerzeithaus (Klinkerfassade) | 09221203 |
| Weitere Bilder | Mietshaus in geschlossener Bebauung | Bahnhofstraße 21 (Karte)                 | 1890er Jahre (Mietshaus)                                                                                        | baugeschichtlich und städtebaulich von Bedeutung, ein Gründerzeithaus (Klinkerfassade) | 09220339 |
| Weitere Bilder | Mietshaus in geschlossener Bebauung | Bahnhofstraße 22 (Karte)                 | 1890er Jahre (Mietshaus)                                                                                        | baugeschichtlich und städtebaulich von Bedeutung, ein Gründerzeithaus (Klinkerfassade) | 09220338 |
| Weitere Bilder | Mietshaus in geschlossener Bebauung, Eckhaus                                                                                                 | Bahnhofstraße 23 (Karte)                 | 1890er Jahre (Mietshaus)                                                                                        | mit Laden, baugeschichtlich und städtebaulich von Bedeutung, ein Gründerzeithaus (Klinkerfassade) mit straßenbildprägenden Balkonen, Eckhaus mit Flügel in Lauterbachstraße | 09220337 |
| Weitere Bilder | Mietshaus in geschlossener Bebauung | Bahnhofstraße 24 (Karte)                 | 1890er Jahre (Mietshaus)                                                                                        | mit Laden, baugeschichtlich und städtebaulich von Bedeutung, ein Gründerzeithaus (Klinkerfassade) mit straßenbildprägenden Balkonen | 09220336 |
| Weitere Bilder | Mietshaus in geschlossener Bebauung | Bahnhofstraße 25 (Karte)                 | vor 1900 (Mietshaus)                                                                                            | baugeschichtlich und städtebaulich von Bedeutung, ein Gründerzeithaus mit repräsentativer Sandsteinfassade | 09220335 |
| Weitere Bilder | Mietshaus in geschlossener Bebauung | Bahnhofstraße 26 (Karte)                 | 1890er Jahre (Mietshaus)                                                                                        | baugeschichtlich und städtebaulich von Bedeutung, ein Gründerzeithaus (Klinkerfassade) mit straßenbildprägenden Balkonen | 09220334 |
| Weitere Bilder | Mietshaus in geschlossener Bebauung | Bahnhofstraße 27 (Karte)                 | um 1900 (Mietshaus)                                                                                             | mit Ladenfront, baugeschichtlich und städtebaulich von Bedeutung, ein Gründerzeithaus, Mittelrisalit mit zwei Balkonen | 09221078 |
| Weitere Bilder | Mietshaus in geschlossener Bebauung | Bahnhofstraße 28 (Karte)                 | um 1880 (Mietshaus)                                                                                             | mit Laden und Seitenflügel im Hof, baugeschichtlich und städtebaulich von Bedeutung, ein früher Gründerzeitbau | 09220333 |
| Weitere Bilder | Wehlsche Marter; Tetzelsäule | Braudenstraße (Karte)                    | spätmittelalterlich (Gedenkstein)                                                                               | Gedenksäule; geschichtlich und ortsgeschichtlich von Bedeutung, ursprünglicher Standort bei der Kreuzung der Landstraße Dresden – Pirna mit der Bahnlinie, Säule wahrscheinlich Sühnezeichen für einen Mord durch den Schlossherrn von Wehlen an einer Heidenauer Gutsverwalterfamilie, 1518 verkaufte der Ablasshändler Johann Tetzel bei der Säule Ablassbriefe. | 09220918 |
| Weitere Bilder | Villa (auf dem Betriebsgelände des Malzwerkes)                                                                                               | Braudenstraße 1 (Karte)                  | 1870er Jahre (Fabrikantenvilla)                                                                                 | baugeschichtlich von Bedeutung, ein Gründerzeitgebäude | 09220742 |
| Weitere Bilder | Elbtalzentrale; Elektrizitätswerk (ehem.) | Braudenstraße 5; 7 (Karte)               | um 1910 (Kraftwerk)                                                                                             | Elektrizitätswerk (mit zwei ineinander übergehenden Baukörpern), die Giebel dreieckig und rund geschweift, bauliche Verwandtschaft mit der AEG-Turbinenfabrik (Berlin) von Peter Behrens; baugeschichtlich und technikgeschichtlich von Bedeutung. | 09225077 |
| Weitere Bilder | Wohnhaus in offener Bebauung | Braudenstraße 9 (Karte)                  | nach 1910 (Wohnhaus)                                                                                            | baugeschichtlich und ortsgeschichtlich von Bedeutung | 09220744 |
|                | Fabrikantenvilla des Zellstoffwerkes | Braudenstraße 11 (Karte)                 | um 1905 (Fabrikantenvilla)                                                                                      | baugeschichtlich und ortsgeschichtlich von Bedeutung, ein Gründerzeitbau (Klinkerfassade) mit Anklängen an den Schweizerstil | 09220743 |
| Weitere Bilder | Alte Elbbrücke; Stadtbrücke | Brückenstraße (Karte)                    | 1872–1875 (Straßenbrücke)                                                                                       | Brücke über die Elbe zwischen Altstadt und Copitz (für Eisenbahn, Kraftverkehr und Fußgänger); baugeschichtlich, eisenbahngeschichtlich, ortsgeschichtlich, ortsbildprägend, technikgeschichtlich und verkehrsgeschichtlich von Bedeutung. | 09220856 |
| Weitere Bilder | Villa | Dippoldiswalder Straße 19 (Karte)        | 1896 lt. Auskunft (Villa)                                                                                       | baugeschichtlich von Bedeutung, ein Gründerzeitgebäude, aufwändig gegliedert, mit Anklängen an den Schweizerstil | 09220657 |
| Weitere Bilder | Sachgesamtheit Friedhof Pirna (Friedhof der Gemeinde St. Marien) mit mehreren Einzeldenkmalen                                                | Dippoldiswalder Straße 25; 27 (Karte)    | um 1870 (Leichenhalle), bezeichnet 1875 (Friedhofskapelle)                                                      | Sachgesamtheit Friedhof Pirna (Friedhof der Gemeinde St. Marien) mit folgenden Einzeldenkmalen: Kapelle (Auferstehungskirche), Friedhofsportal, Tor, Leichenhaus und Friedhofsverwaltung mit Einfriedungsmauer, Brunnen und einigen Grabmale (Einzeldenkmale zu ID-Nr. 09220656) sowie dem Sachgesamtheitsteil: Friedhofsmeisterhaus mit Garage; geometrisch angelegter Friedhof mit parkartiger Erweiterung nach Plänen des bedeutenden Gartenkünstlers Max Bertram, baugeschichtlich, ortsgeschichtlich und gartenkünstlerisch von Bedeutung.                                     | 09301800 |
| Weitere Bilder | Friedhof Pirna: Kapelle (Auferstehungskirche), Friedhofsportal, Tor, Leichenhaus und Friedhofsverwaltung (Einzeldenkmale zu ID-Nr. 09301800) | Dippoldiswalder Straße 25; 27 (Karte)    | bezeichnet 1875 (Friedhofskapelle), um 1870 (Friedhofsverwaltung), um 1870 (Leichenhalle), 1928 (Wasserelement) | Einzeldenkmale der Sachgesamtheit Friedhof Pirna: Kapelle (Auferstehungskirche), Friedhofsportal, Tor, Leichenhaus und Friedhofsverwaltung mit Einfriedungsmauer, Brunnen und einigen Grabmale; baugeschichtlich, ortsgeschichtlich und gartenkünstlerisch von Bedeutung, Friedhof der Gemeinde St. Marien, die Gebäude aus der Gründerzeit. | 09220656 |
| Weitere Bilder | Betriebspoliklinik des benachbarten Kunstseidenwerks                                                                                         | Dresdner Straße 60 (Karte)               | 1950er/1960er Jahre (Poliklinik)                                                                                | baugeschichtlich, ortsgeschichtlich und städtebaulich von Bedeutung, zwischen Heimatstil und Nationaler Bautradition der frühen DDR | 09220752 |
| Weitere Bilder | Verwaltungsgebäude mit Nebengebäude | Ernst-Thälmann-Platz 1 (Karte)           | 1939 (lt. Auskunft)                                                                                             | baugeschichtlich und ortsgeschichtlich von Bedeutung, gebaut als „Kreisverwaltung der Deutschen Arbeitsfront“, im monumentalen Heimatstil, inzwischen Umbau zu Wohnanlage | 09220440 |
| Weitere Bilder | Wohnhaus, Eckhaus in geschlossener Bebauung                                                                                                  | Gartenstraße 1 (Karte)                   | 1. Hälfte 19. Jh., später überformt (Wohnhaus)                                                                  | baugeschichtlich und städtebaulich von Bedeutung, ortsbildprägend an der Wallanlage | 09221220 |
| Weitere Bilder | Mietshaus in geschlossener Bebauung, mit Läden                                                                                               | Gartenstraße 2 (Karte)                   | um 1900 (Mietshaus)                                                                                             | baugeschichtlich und städtebaulich von Bedeutung, ein Gründerzeithaus mit repräsentativer Fassade im neobarocken Stil | 09220316 |
| Weitere Bilder | Mietshaus in geschlossener Bebauung | Gartenstraße 3 (Karte)                   | um 1890 (Mietshaus)                                                                                             | baugeschichtlich und städtebaulich von Bedeutung, ein Gründerzeithaus mit originalen Ladenfronten | 09220315 |
| Weitere Bilder | Mietshaus in geschlossener Bebauung | Gartenstraße 4 (Karte)                   | um 1890 (Mietshaus)                                                                                             | baugeschichtlich und städtebaulich von Bedeutung, ein Gründerzeithaus (Klinkerfassade) mit originalen Ladenfronten | 09220314 |
| Weitere Bilder | Mietshaus in geschlossener Bebauung (gleiche bauliche Gestalt wie Nr. 6)                                                                     | Gartenstraße 5 (Karte)                   | um 1900 (Mietshaus)                                                                                             | baugeschichtlich und städtebaulich von Bedeutung, ein Gründerzeithaus mit repräsentativer Fassade im neobarocken Stil, straßenbildprägender Balkon über der Tür | 09220313 |
| Weitere Bilder | Mietshaus in geschlossener Bebauung | Gartenstraße 6 (Karte)                   | um 1900 (Mietshaus)                                                                                             | baugeschichtlich und städtebaulich von Bedeutung, ein Gründerzeithaus mit repräsentativer Fassade im neobarocken Stil, mit originalen Ladenfronten, straßenbildprägender Balkon über der Tür | 09221742 |
| Weitere Bilder | Mietshaus in geschlossener Bebauung | Gartenstraße 6b (Karte)                  | um 1895 (Mietshaus)                                                                                             | baugeschichtlich und städtebaulich von Bedeutung, ein Gründerzeithaus (Klinkerfassade) mit originalen Ladenfronten und straßenbildprägenden Balkonen | 09220312 |
| Weitere Bilder | Mietshaus, Eckhaus in geschlossener Bebauung                                                                                                 | Gartenstraße 6c (Karte)                  | um 1895 (Mietshaus)                                                                                             | baugeschichtlich und städtebaulich von Bedeutung, ein Gründerzeithaus (Klinkerfassade) mit originalen Ladenfronten und straßenbildprägender Eckausbildung (Balkone, Kuppelbekrönung) | 09220311 |
| Weitere Bilder | Mietshaus, Eckhaus in geschlossener Bebauung                                                                                                 | Gartenstraße 7 (Karte)                   | um 1890 (Mietshaus)                                                                                             | baugeschichtlich und städtebaulich von Bedeutung, ein Gründerzeithaus (Klinkerfassade) mit straßenbildprägender Eckausbildung (Balkone, Turmhelmbekrönung) | 09220310 |
| Weitere Bilder | Mietshaus in geschlossener Bebauung | Gartenstraße 8 (Karte)                   | um 1885 (Mietshaus)                                                                                             | baugeschichtlich und städtebaulich von Bedeutung, ein Gründerzeithaus mit Ladenfronten und straßenbildprägenden Balkonen | 09220309 |
| Weitere Bilder | Mietshaus in geschlossener Bebauung | Gartenstraße 9 (Karte)                   | um 1890 (Mietshaus)                                                                                             | baugeschichtlich und städtebaulich von Bedeutung, ein Gründerzeithaus (Klinkerfassade) mit straßenbildprägenden Balkonen | 09220308 |
| Weitere Bilder | Mietshaus in geschlossener Bebauung | Gartenstraße 10 (Karte)                  | um 1890 (Mietshaus)                                                                                             | baugeschichtlich und städtebaulich von Bedeutung, ein Gründerzeithaus mit repräsentativer Klinkerfassade und originalen Ladenfronten | 09220307 |
| Weitere Bilder | Wohn- und Geschäftshaus in geschlossener Bebauung, mit Kinosaal                                                                              | Gartenstraße 11 (Karte)                  | um 1890 (Wohn- und Geschäftshaus)                                                                               | baugeschichtlich, künstlerisch, ortsgeschichtlich und städtebaulich von Bedeutung, ein Gründerzeithaus (Klinkerfassade) mit straßenbildprägenden Risaliten, mit Anklängen an die französische Neorenaissance, gebaut als Hotel Kaiserhof | 09220306 |
| Weitere Bilder | Mietshaus in geschlossener Bebauung | Gartenstraße 12 (Karte)                  | um 1880 (Mietshaus)                                                                                             | baugeschichtlich und städtebaulich von Bedeutung, ein Gründerzeithaus mit Laden und straßenbildprägenden Balkonen mit Ziergitter | 09220305 |
| Weitere Bilder | Mietshaus in geschlossener Bebauung | Gartenstraße 13 (Karte)                  | bezeichnet 1894 (Mietshaus)                                                                                     | baugeschichtlich, künstlerisch und städtebaulich von Bedeutung, ein Gründerzeithaus (Klinkerfassade) mit Laden und straßenbildprägenden Balkonen, im Stil der deutschen Neorenaissance, mit mächtigem Volutengiebel | 09220304 |
| Weitere Bilder | Mietshaus in geschlossener Bebauung | Gartenstraße 14 (Karte)                  | um 1895 (Mietshaus)                                                                                             | baugeschichtlich und städtebaulich von Bedeutung, ein Gründerzeithaus (Klinkerfassade) mit Laden und straßenbildprägendem Balkon | 09220303 |
| Weitere Bilder | Mietshaus in geschlossener Bebauung | Gartenstraße 15 (Karte)                  | um 1895 (Mietshaus)                                                                                             | baugeschichtlich und städtebaulich von Bedeutung, ein Gründerzeithaus (Klinkerfassade) mit originalen Ladenfronten und straßenbildprägendem Erker und Volutengiebel | 09220302 |
| Weitere Bilder | Villa | Gartenstraße 18 (Karte)                  | um 1895 (Villa)                                                                                                 | baugeschichtlich und städtebaulich von Bedeutung, ein repräsentatives Bauwerk im Stil der Neorenaissance | 09220301 |
| Weitere Bilder | Villa mit Einfriedung | Gartenstraße 19 (Karte)                  | um 1890 (Villa)                                                                                                 | baugeschichtlich und städtebaulich von Bedeutung, ein repräsentatives Bauwerk der Gründerzeit (Klinkerfassade mit Fachwerkobergeschoss, offene Holzveranda) | 09220300 |
| Weitere Bilder | Villa mit Einfriedung | Gartenstraße 20 (Karte)                  | um 1910 (Villa)                                                                                                 | baugeschichtlich und städtebaulich von Bedeutung, ein repräsentatives Bauwerk im Reformstil der Zeit um 1910 (mit Eckloggia) | 09220299 |
| Weitere Bilder | Mietspalast (mit drei Eingängen) in offener Bebauung, mit Einfriedung                                                                        | Gartenstraße 22; 23; 24 (Karte)          | um 1890 (Mietshaus)                                                                                             | baugeschichtlich, ortsgeschichtlich, künstlerisch und städtebaulich von Bedeutung, repräsentativer Gründerzeitbau (Klinkerfassade) mit Balkonen und Giebel, gebaut mit Restaurant Albertshof | 09220297 |
| Weitere Bilder | Mietshaus, Eckhaus in halboffener Bebauung                                                                                                   | Gartenstraße 25 (Karte)                  | um 1890 (Mietshaus)                                                                                             | baugeschichtlich und städtebaulich von Bedeutung, ein Gründerzeithaus (Klinkerfassade) mit straßenbildprägendem Eckerker | 09220296 |
| Weitere Bilder | Mietshaus in geschlossener Bebauung | Gartenstraße 27 (Karte)                  | um 1890 (Mietshaus)                                                                                             | baugeschichtlich und städtebaulich von Bedeutung, ein Gründerzeithaus (Klinkerfassade) mit Balkonen und Volutengiebel | 09220295 |
| Weitere Bilder | Mietshaus in geschlossener Bebauung | Gartenstraße 28 (Karte)                  | um 1885 (Mietshaus)                                                                                             | baugeschichtlich und städtebaulich von Bedeutung, ein Gründerzeithaus (Klinkerfassade) mit straßenbildprägenden Balkonen | 09220294 |
| Weitere Bilder | Postamt | Gartenstraße 29 (Karte)                  | 1890–1892 (Post)                                                                                                | Postamt mit originaler Ausstattung (vor allem in der Schalterhalle); baugeschichtlich, ortsgeschichtlich und städtebaulich von Bedeutung, ein Gründerzeitgebäude mit repräsentativem Mittelrisalit | 09220293 |
| Weitere Bilder | Mietshaus in geschlossener Bebauung, mit Läden                                                                                               | Gartenstraße 30 (Karte)                  | bezeichnet 1890 (Mietshaus)                                                                                     | baugeschichtlich und städtebaulich von Bedeutung, ein Gründerzeithaus (Klinkerfassade) mit straßenbildprägenden Balkonen | 09220292 |
| Weitere Bilder | Mietshaus in geschlossener Bebauung | Gartenstraße 31 (Karte)                  | um 1890 (Mietshaus)                                                                                             | baugeschichtlich und städtebaulich von Bedeutung, ein Gründerzeithaus (Klinkerfassade) mit straßenbildprägenden Erker | 09220291 |
| Weitere Bilder | Mietshaus in geschlossener Bebauung | Gartenstraße 32 (Karte)                  | um 1890 (Mietshaus)                                                                                             | baugeschichtlich und städtebaulich von Bedeutung, ein Gründerzeithaus (Klinkerfassade) mit Ladenzone und straßenbildprägenden Balkonen | 09220290 |
| Weitere Bilder | Mietshaus in geschlossener Bebauung | Gartenstraße 33 (Karte)                  | bezeichnet 1894 (Mietshaus)                                                                                     | baugeschichtlich und städtebaulich von Bedeutung, ein Gründerzeithaus (Klinkerfassade) | 09220289 |
| Weitere Bilder | Mietshaus, Eckhaus in geschlossener Bebauung                                                                                                 | Gartenstraße 34 (Karte)                  | um 1890 (Mietshaus)                                                                                             | baugeschichtlich und städtebaulich von Bedeutung, ein Gründerzeithaus (Klinkerfassade) mit straßenbildprägender Eckausbildung (Balkone, Turmhelmbekrönung) | 09220288 |
| Weitere Bilder | Mietshaus in geschlossener Bebauung | Gartenstraße 36 (Karte)                  | um 1905 (Mietshaus)                                                                                             | baugeschichtlich, künstlerisch und städtebaulich von Bedeutung, ein Gründerzeithaus (Klinkerfassade) mit Jugendstilelementen und originaler Ladenfront | 09220287 |
| Weitere Bilder | Mietshaus in geschlossener Bebauung, mit Läden                                                                                               | Gartenstraße 37 (Karte)                  | um 1905 (Mietshaus)                                                                                             | baugeschichtlich, künstlerisch und städtebaulich von Bedeutung, ein Gründerzeithaus (Sandsteinfassade) mit Jugendstilelementen, straßenbildprägende Balkone und Schweifgiebel. | 09221077 |
| Weitere Bilder | Mietshaus in geschlossener Bebauung, mit Läden                                                                                               | Gartenstraße 38 (Karte)                  | um 1905 (Mietshaus)                                                                                             | baugeschichtlich, künstlerisch und städtebaulich von Bedeutung, ein Gründerzeithaus (Sandsteinfassade) im Stil der deutschen Neorenaissance, straßenbildprägender Erker und Stufengiebel. | 09220286 |
| Weitere Bilder | Mietshaus in geschlossener Bebauung | Gartenstraße 39 (Karte)                  | um 1910 (Mietshaus)                                                                                             | baugeschichtlich und städtebaulich von Bedeutung, ein Bau im Reformstil der Zeit um 1910, mit Anklängen an den Stil des Neoklassizismus, mit Ladenzone | 09220285 |
| Weitere Bilder | Sparkasse | Gartenstraße 40 (Karte)                  | Entwurf vor 1914, ausgeführt 1925–1926 (Auskunft)                                                               | Bankhaus, Eckhaus in geschlossener Bebauung (bauliche Einheit mit Grohmannstraße 4b/4c); baugeschichtlich, ortsgeschichtlich und städtebaulich von Bedeutung, ein Bau im Reformstil der Zeit um 1910, ortsbildprägend an der Wallanlage | 09220284 |
| Weitere Bilder | Drei untereinander verbundene Wohnhäuser | Geibeltstraße 1; 2; 3; 4; 5 (Karte)      | 1912 (Auskunft)                                                                                                 | Drei untereinander verbundene Wohnhäuser (Nr. 1/2, Nr. 3/4 und Nr. 5) einer kleinen Wohnanlage; baugeschichtlich von Bedeutung, im Reformstil der Zeit um 1910 | 09220778 |
| Weitere Bilder | Mietshaus in geschlossener Bebauung | Grohmannstraße 3b (Karte)                | um 1885 (Mietshaus)                                                                                             | mit Laden, baugeschichtlich und städtebaulich von Bedeutung, ein Gründerzeithaus mit ausgewogener Fassadenbildung, ortsbildprägend an der Wallanlage | 09220266 |
| Weitere Bilder | Bankhaus | Grohmannstraße 4b; 4c (Karte)            | Entwurf vor 1914, ausgeführt 1925–1926 (Auskunft)                                                               | Bankhaus, Eckhaus in geschlossener Bebauung (bauliche Einheit mit Gartenstraße 40); baugeschichtlich, ortsgeschichtlich und städtebaulich von Bedeutung, ein Bau im Reformstil der Zeit um 1910, ortsbildprägend an der Wallanlage. | 09221429 |
| Weitere Bilder | Wohnhaus in geschlossener Bebauung | Grohmannstraße 5 (Karte)                 | 2. Hälfte 19. Jh. (Wohnhaus)                                                                                    | baugeschichtlich und städtebaulich von Bedeutung, ortsbildprägend an der Wallanlage | 09220262 |
| Weitere Bilder | Alter Bahnhof Pirna; Eisenbahnstrecke Bodenbach – Dresden; Elbtalbahn                                                                        | Grohmannstraße 10; 11 (Karte)            | 1847–1848 (ehem. Empfangsgebäude), 1847–1848 (Nebengebäude)                                                     | Ehemaliges Empfangsgebäude des alten Bahnhofs (später Bahnmeisterei) mit Nebengebäude und Einfriedungsmauer; frühes Bahnhofsgebäude Sachsens mit Ausmalungen im Inneren an der Eisenbahnstrecke Bodenbach/Dečín – Dresden (6240, sä. BD, Elbtalbahn), verkehrsgeschichtlich, ortsgeschichtlich und baukünstlerisch von Bedeutung, ein klassizistischer Bau mit Sandsteinverblendung, ortsbildprägend an der Wallanlage. | 09220259 |
| Weitere Bilder | Wohnhaus | Hospitalstraße 1 (Karte)                 | 1920er Jahre (Mietshaus)                                                                                        | baugeschichtlich und städtebaulich von Bedeutung, im Reformstil der Zeit nach 1910 | 09220442 |
| Weitere Bilder | Wohnhaus | Hospitalstraße 3 (Karte)                 | 1920er Jahre (Mietshaus)                                                                                        | baugeschichtlich und städtebaulich von Bedeutung, im Reformstil der Zeit nach 1910 | 09223728 |
| Weitere Bilder | Wohnhaus | Hospitalstraße 5 (Karte)                 | 1920er Jahre (Mietshaus)                                                                                        | baugeschichtlich und städtebaulich von Bedeutung, im Reformstil der Zeit nach 1910 | 09223729 |
| Weitere Bilder | Wohnhaus | Hospitalstraße 7 (Karte)                 | 1920er Jahre (Mietshaus)                                                                                        | baugeschichtlich und städtebaulich von Bedeutung, im Reformstil der Zeit nach 1910 (einheitlicher Komplex mit Nummer 1–13, ungerade Zahlen und Siegfried-Rädel-Straße 12–26, gerade Zahlen) | 09223731 |
| Weitere Bilder | Wohnhaus | Hospitalstraße 9 (Karte)                 | 1920er Jahre (Mietshaus)                                                                                        | baugeschichtlich und städtebaulich von Bedeutung, im Reformstil der Zeit nach 1910 (einheitlicher Komplex mit Nummer 1–13, ungerade Zahlen und Siegfried-Rädel-Straße 12–26, gerade Zahlen) | 09223732 |
| Weitere Bilder | Wohnhaus | Hospitalstraße 11 (Karte)                | 1920er Jahre (Mietshaus)                                                                                        | baugeschichtlich und städtebaulich von Bedeutung, im Reformstil der Zeit nach 1910 (einheitlicher Komplex mit Nummer 1–13, ungerade Zahlen und Siegfried-Rädel-Straße 12–26, gerade Zahlen) | 09223733 |
| Weitere Bilder | Wohnhaus in Ecklage | Hospitalstraße 13 (Karte)                | 1920er Jahre (Mietshaus)                                                                                        | baugeschichtlich und städtebaulich von Bedeutung, im Reformstil der Zeit nach 1920 (einheitlicher Komplex mit Nummer 1–13, ungerade Zahlen und Siegfried-Rädel-Straße 12–26, gerade Zahlen) | 09221226 |
| Weitere Bilder | Mietshaus in geschlossener Bebauung | Karl-Liebknecht-Straße 1 (Karte)         | 1890er Jahre (Mietshaus)                                                                                        | baugeschichtlich und städtebaulich von Bedeutung, ein Gründerzeithaus (repräsentative Klinkerfassade); Das Haus wurde 1895 im Stil des Historismus als Wohnhaus erbaut. Die Fassade wird von einem sandsteinernen Sockelgeschoss und einem repräsentativen ersten Obergeschoss (Bel Etage) mit figurlichen und ornamentalen Reliefschmuck geprägt. | 09220458 |
| Weitere Bilder | Mietshaus in geschlossener Bebauung | Karl-Liebknecht-Straße 2 (Karte)         | 1890er Jahre (Mietshaus)                                                                                        | baugeschichtlich und städtebaulich von Bedeutung, ein Gründerzeithaus (Klinkerfassade) mit straßenbildprägendem Erker | 09220457 |
| Weitere Bilder | Mietshaus in geschlossener Bebauung | Karl-Liebknecht-Straße 3 (Karte)         | 1890er Jahre (Mietshaus)                                                                                        | baugeschichtlich und städtebaulich von Bedeutung, ein Gründerzeithaus (Klinkerfassade) | 09220456 |
| Weitere Bilder | Mietshaus in geschlossener Bebauung (bildet Einheit mit den Häusern Nr. 5, 6 und 7)                                                          | Karl-Liebknecht-Straße 4 (Karte)         | 1895 bis 1900 (Mietshaus)                                                                                       | baugeschichtlich und städtebaulich von Bedeutung, ein Gründerzeithaus (Klinkerfassade) mit Balkonen und Giebel | 09220455 |
| Weitere Bilder | Mietshaus in geschlossener Bebauung (bildet Einheit mit den Häusern Nr. 4, 6 und 7)                                                          | Karl-Liebknecht-Straße 5 (Karte)         | 1895/1900 (Mietshaus)                                                                                           | baugeschichtlich und städtebaulich von Bedeutung, ein Gründerzeithaus (Klinkerfassade) mit Loggia | 09221082 |
| Weitere Bilder | Mietshaus in geschlossener Bebauung (bildet Einheit mit den Häusern Nr. 4, 5 und 7)                                                          | Karl-Liebknecht-Straße 6 (Karte)         | 1895/1900 (Mietshaus)                                                                                           | baugeschichtlich und städtebaulich von Bedeutung, ein Gründerzeithaus (Klinkerfassade) mit Loggia | 09221083 |
| Weitere Bilder | Mietshaus in geschlossener Bebauung (bildet Einheit mit den Häusern Nr. 4, 5 und 6)                                                          | Karl-Liebknecht-Straße 7 (Karte)         | 1895/1900 (Mietshaus)                                                                                           | baugeschichtlich und städtebaulich von Bedeutung, ein Gründerzeithaus (Klinkerfassade) mit Balkonen und Giebel | 09221084 |
| Weitere Bilder | Mietshaus in geschlossener Bebauung | Karl-Liebknecht-Straße 8 (Karte)         | 1890er Jahre (Mietshaus)                                                                                        | baugeschichtlich und städtebaulich von Bedeutung, ein Gründerzeithaus (Klinkerfassade) | 09220454 |
| Weitere Bilder | Wohnhaus in geschlossener Bebauung (drei Eingänge)                                                                                           | Karl-Liebknecht-Straße 9; 10; 11 (Karte) | 1920er Jahre (Wohnhaus)                                                                                         | baugeschichtlich und städtebaulich von Bedeutung, im Heimatstil | 09220453 |
| Weitere Bilder | Mietshaus in halboffener Bebauung | Karl-Liebknecht-Straße 11a (Karte)       | 1905–1910 (Mietshaus)                                                                                           | baugeschichtlich und städtebaulich von Bedeutung, ein Bau im Reformstil der Zeit um 1910, mit repräsentativer Fassade | 09220452 |
| Weitere Bilder | Villa | Karl-Liebknecht-Straße 12 (Karte)        | 1900–1910 (Villa)                                                                                               | baugeschichtlich und städtebaulich von Bedeutung, mit Jugendstilanklängen | 09220450 |
| Weitere Bilder | Mietshaus in halboffener Bebauung | Karl-Liebknecht-Straße 17 (Karte)        | um 1910 (Mietshaus)                                                                                             | baugeschichtlich und städtebaulich von Bedeutung, ein Gründerzeithaus (mit hölzernen Veranden zur Gartenseite) | 09220449 |
| Weitere Bilder | Wohnhaus in halboffener Bebauung | Klosterstraße 1 (Karte)                  | 18. Jh., später überformt (Wohnhaus)                                                                            | baugeschichtlich, hausgeschichtlich und städtebaulich von Bedeutung, Gründerzeitfassade, der Bau im Kern älter, ortsbildprägend an der Wallanlage; Abriss 2010. | 09220361 |
| Weitere Bilder | Mietshaus in geschlossener Bebauung | Klosterstraße 5 (Karte)                  | 1890er Jahre (Mietshaus)                                                                                        | baugeschichtlich und städtebaulich von Bedeutung, Gründerzeitgebäude (Klinkerfassade) | 09220364 |
| Weitere Bilder | Mietshaus in geschlossener Bebauung | Klosterstraße 5b (Karte)                 | 1890er Jahre (Mietshaus)                                                                                        | baugeschichtlich und städtebaulich von Bedeutung, ein Gründerzeithaus (gleiche Gestaltung wie Nummer 5c) | 09220365 |
| Weitere Bilder | Mietshaus in geschlossener Bebauung | Klosterstraße 5c (Karte)                 | 1890er Jahre (Mietshaus)                                                                                        | baugeschichtlich und städtebaulich von Bedeutung, ein Gründerzeithaus (gleiche Gestaltung wie Nummer 5b) | 09220366 |
| Weitere Bilder | Mietshaus in geschlossener Bebauung | Klosterstraße 6 (Karte)                  | 1890er Jahre (Mietshaus)                                                                                        | baugeschichtlich und städtebaulich von Bedeutung, ein Gründerzeithaus (Putzfassade) | 09220367 |
| Weitere Bilder | Mietshaus in geschlossener Bebauung | Klosterstraße 7 (Karte)                  | um 1905 (Mietshaus)                                                                                             | baugeschichtlich und städtebaulich von Bedeutung, ein Gründerzeithaus (Putzfassade), leicht abgewinkelter Grundriss zur Brückenstraße | 09220369 |
| Weitere Bilder | Mietshaus in halboffener Bebauung | Klosterstraße 7b (Karte)                 | 1890er Jahre (Mietshaus)                                                                                        | baugeschichtlich und städtebaulich von Bedeutung, ein Gründerzeithaus (Klinkerfassade) | 09220370 |
| Weitere Bilder | Wohnhaus in offener Bebauung | Klosterstraße 7c (Karte)                 | 1920er Jahre (Wohnhaus)                                                                                         | baugeschichtlich und städtebaulich von Bedeutung, ein Bau im Reformstil der Zeit nach 1910, anspruchsvoll mit Fensterspiegeln und Lisenen | 09220368 |
| Weitere Bilder | Mietshaus, Eckhaus in geschlossener Bebauung                                                                                                 | Königsteiner Straße 14 (Karte)           | 1890er Jahre (Mietshaus)                                                                                        | baugeschichtlich und städtebaulich von Bedeutung, ein Gründerzeithaus (Putzfassade) mit Balkonen und straßenbildprägender Eckausbildung (Erker, Turmhelmbekrönung) | 09220490 |
| Weitere Bilder | Mietshaus in geschlossener Bebauung | Königsteiner Straße 15 (Karte)           | 1880er Jahre (Mietshaus)                                                                                        | baugeschichtlich und städtebaulich von Bedeutung, ein Gründerzeithaus (Putzfassade) | 09220491 |
| Weitere Bilder | Mietshaus in geschlossener Bebauung | Königsteiner Straße 16 (Karte)           | 1890er Jahre (Mietshaus)                                                                                        | baugeschichtlich und städtebaulich von Bedeutung, ein Gründerzeithaus (Klinkerfassade) | 09220492 |
| Weitere Bilder | Mietshaus in geschlossener Bebauung | Königsteiner Straße 17 (Karte)           | um 1905 (Mietshaus)                                                                                             | baugeschichtlich und städtebaulich von Bedeutung, ein Gründerzeithaus mit Volutengiebel, Eingangsbereich mit Stuckdecke | 09220493 |
| Weitere Bilder | Mietshaus in geschlossener Bebauung | Königsteiner Straße 18 (Karte)           | 1890er Jahre (Mietshaus)                                                                                        | baugeschichtlich und städtebaulich von Bedeutung, ein Gründerzeithaus (Putzfassade) | 09220494 |
| Weitere Bilder | Mietshaus in geschlossener Bebauung | Königsteiner Straße 19 (Karte)           | 1890er Jahre (Mietshaus)                                                                                        | baugeschichtlich und städtebaulich von Bedeutung, ein Gründerzeithaus, Stuck im Durchgang | 09220495 |
| Weitere Bilder | Mietshaus in geschlossener Bebauung | Königsteiner Straße 20 (Karte)           | 1890er Jahre (Mietshaus)                                                                                        | baugeschichtlich und städtebaulich von Bedeutung, ein Gründerzeithaus (Klinkerfassade) mit straßenbildprägenden Balkonen | 09220496 |
| Weitere Bilder | Mietshaus in geschlossener Bebauung | Königsteiner Straße 21 (Karte)           | 1890er Jahre (Mietshaus)                                                                                        | baugeschichtlich und städtebaulich von Bedeutung, ein Gründerzeithaus (Putzfassade) mit straßenbildprägenden Balkonen | 09220497 |
| Weitere Bilder | Mietshaus in halboffener Bebauung | Königsteiner Straße 22 (Karte)           | 1880er Jahre (Mietshaus)                                                                                        | baugeschichtlich und städtebaulich von Bedeutung, ein Gründerzeithaus mit straßenbildprägenden Balkonen | 09220498 |
| Weitere Bilder | Lessingschule | Königsteiner Straße 22a (Karte)          | 1902 (Schule)                                                                                                   | Schulbau mit Turnhalle; baugeschichtlich, ortsgeschichtlich, künstlerisch und städtebaulich von Bedeutung, Gründerzeitgebäude im Stil der deutschen Neorenaissance mit Jugendstilelementen, äußerst stattlich und repräsentativ, Foyer und Treppenhaus mit originaler Ausstattung | 09220451 |
| Weitere Bilder | Mietshaus in geschlossener Bebauung | Lauterbachstraße 1 (Karte)               | 1890er Jahre (Mietshaus)                                                                                        | baugeschichtlich und städtebaulich von Bedeutung, ein Gründerzeithaus (Klinkerfassade) mit originalen Ladenfronten | 09220355 |
| Weitere Bilder | Mietshaus in geschlossener Bebauung | Lauterbachstraße 2 (Karte)               | 1890er Jahre (Mietshaus)                                                                                        | baugeschichtlich und städtebaulich von Bedeutung, ein Gründerzeithaus (Klinkerfassade) mit straßenbildprägenden Balkonen und originaler Ladenfront | 09220354 |
| Weitere Bilder | Mietshaus in geschlossener Bebauung | Lauterbachstraße 3 (Karte)               | 1890er Jahre (Mietshaus)                                                                                        | baugeschichtlich und städtebaulich von Bedeutung, ein Gründerzeithaus (Klinkerfassade) mit originalen Ladenfronten | 09220353 |
| Weitere Bilder | Mietshaus, Eckhaus in halboffener Bebauung                                                                                                   | Lauterbachstraße 4 (Karte)               | Ende 19. Jh. (Mietshaus)                                                                                        | baugeschichtlich und städtebaulich von Bedeutung, ein Gründerzeithaus (Klinkerfassade) | 09220360 |
| Weitere Bilder | Mietvilla mit Einfriedung | Lauterbachstraße 5 (Karte)               | Ende 19. Jh. (Mietvilla)                                                                                        | baugeschichtlich und städtebaulich von Bedeutung, von einem Arzt gebaut, ein Gründerzeitgebäude mit Anklängen an den Schweizerstil (Sparrengiebel, große Veranda) | 09220359 |
| Weitere Bilder | Mietshaus in halboffener Bebauung | Lauterbachstraße 6 (Karte)               | um 1890 (Mietshaus)                                                                                             | baugeschichtlich und städtebaulich von Bedeutung, ein Gründerzeithaus (Klinkerfassade), mit Laden | 09220358 |
| Weitere Bilder | Mietshaus in geschlossener Bebauung | Lauterbachstraße 8 (Karte)               | um 1910 (Mietshaus)                                                                                             | baugeschichtlich und städtebaulich von Bedeutung, im Reformstil der Zeit um 1910, mächtige Dachaufbauten | 09220356 |
| Weitere Bilder | Straßenbrücke über die Gottleuba | Maxim-Gorki-Straße (Karte)               | bezeichnet 1887 (Straßenbrücke)                                                                                 | baugeschichtlich, technikgeschichtlich und verkehrsgeschichtlich von Bedeutung, Sandsteinbogenbrücke | 09221038 |
| Weitere Bilder | Villa | Maxim-Gorki-Straße 1 (Karte)             | 1870er Jahre (Villa)                                                                                            | baugeschichtlich und städtebaulich von Bedeutung, ein Gründerzeitgebäude | 09220468 |
| Weitere Bilder | Villa mit Einfriedung | Maxim-Gorki-Straße 2 (Karte)             | um 1880 (Villa)                                                                                                 | baugeschichtlich und städtebaulich von Bedeutung, ein repräsentatives Gründerzeitgebäude, im Treppenhaus Stuck, geätzte Fenster, schmiedeeiserne Geländer | 09220467 |
| Weitere Bilder | Villa mit Einfriedung | Maxim-Gorki-Straße 3 (Karte)             | bezeichnet 1912 (Villa)                                                                                         | baugeschichtlich und städtebaulich von Bedeutung, ein herrschaftlicher Bau im Reformstil der Zeit um 1910, mit neobarocken Anklängen | 09220466 |
| Weitere Bilder | Mietshaus mit Einfriedung (bauliche Einheit mit Siegfried-Rädel-Straße 36)                                                                   | Maxim-Gorki-Straße 4 (Karte)             | 1900–1905 (Mietshaus)                                                                                           | baugeschichtlich und städtebaulich von Bedeutung, ein Gründerzeithaus mit wuchtigem Eckturm | 09220465 |
| Weitere Bilder | Mietshaus in geschlossener Bebauung | Maxim-Gorki-Straße 5 (Karte)             | 1890er Jahre (Mietshaus)                                                                                        | baugeschichtlich und städtebaulich von Bedeutung, ein Gründerzeithaus (Klinkerfassade), Eingangsbereich mit Stuckdecke und Konsolen | 09220487 |
| Weitere Bilder | Mietshaus in geschlossener Bebauung | Maxim-Gorki-Straße 6 (Karte)             | 1895 bis 1900 (Mietshaus)                                                                                       | baugeschichtlich und städtebaulich von Bedeutung, ein Gründerzeithaus (Klinkerfassade) mit straßenbildprägenden Balkonen und Stufengiebel, Eingangsbereich mit Stuckdecke und Spiegeln, schönes Treppenhaus | 09220486 |
| Weitere Bilder | Mietshaus in geschlossener Bebauung | Maxim-Gorki-Straße 7 (Karte)             | 1890er Jahre (Mietshaus)                                                                                        | mit Läden, baugeschichtlich und städtebaulich von Bedeutung, ein repräsentatives Gründerzeithaus (Klinkerfassade) mit Volutengiebel, Laden mit Stuckdecke | 09220485 |
| Weitere Bilder | Mietshaus in geschlossener Bebauung | Maxim-Gorki-Straße 8 (Karte)             | um 1900 (Mietshaus)                                                                                             | baugeschichtlich und städtebaulich von Bedeutung, ein Gründerzeithaus, Eingangsbereich mit Stuckdecke, schönes Treppenhaus | 09220484 |
| Weitere Bilder | Mietshaus in geschlossener Bebauung | Maxim-Gorki-Straße 9 (Karte)             | bezeichnet 1900 (Mietshaus)                                                                                     | baugeschichtlich, künstlerisch und städtebaulich von Bedeutung, ein Gründerzeithaus im späthistoristischen Stil, zwei straßenbildprägende Stufengiebel, reichdekorierte Fassade, Eingangsbereich mit Stuckdecke | 09220483 |
| Weitere Bilder | Mietshaus in geschlossener Bebauung | Maxim-Gorki-Straße 10 (Karte)            | 1890er Jahre (Mietshaus)                                                                                        | baugeschichtlich und städtebaulich von Bedeutung, ein Gründerzeithaus (Klinkerfassade) | 09220482 |
| Weitere Bilder | Mietshaus in geschlossener Bebauung | Maxim-Gorki-Straße 11 (Karte)            | 1890er Jahre (Mietshaus)                                                                                        | baugeschichtlich und städtebaulich von Bedeutung, ein Gründerzeithaus (Klinkerfassade), originales Hausinneres | 09220481 |
| Weitere Bilder | Mietshaus in halboffener Bebauung | Maxim-Gorki-Straße 12 (Karte)            | 1890er Jahre (Mietshaus)                                                                                        | baugeschichtlich und städtebaulich von Bedeutung, ein Gründerzeithaus (Klinkerfassade) | 09220480 |
| Weitere Bilder | Villa mit Einfriedung | Maxim-Gorki-Straße 13 (Karte)            | um 1880 (Villa)                                                                                                 | baugeschichtlich und städtebaulich von Bedeutung, ein Gründerzeitgebäude mit Holzveranda | 09220479 |
| Weitere Bilder | Mietshaus in halboffener Bebauung | Maxim-Gorki-Straße 14 (Karte)            | um 1870 bis 1890 (Mietshaus)                                                                                    | baugeschichtlich und städtebaulich von Bedeutung, ein Gründerzeithaus (Putzfassade) mit straßenbildprägenden Balkonen | 09220478 |
| Weitere Bilder | Mietshaus, in geschlossener Bebauung konzipiert, mit Einfriedung                                                                             | Maxim-Gorki-Straße 15 (Karte)            | um 1900 (Mietshaus)                                                                                             | baugeschichtlich, künstlerisch und städtebaulich von Bedeutung, ein Gründerzeithaus mit Jugendstilanklängen und Fachwerkgiebel | 09220477 |
| Weitere Bilder | Mietshaus in geschlossener Bebauung, mit Einfriedung                                                                                         | Maxim-Gorki-Straße 16 (Karte)            | bezeichnet 1900 (Mietshaus)                                                                                     | baugeschichtlich, künstlerisch und städtebaulich von Bedeutung, ein repräsentatives Gründerzeithaus im späthistoristischen Stil, mit Erkern und Volutengiebel | 09220476 |
| Weitere Bilder | Mietshaus in halboffener Bebauung | Maxim-Gorki-Straße 17 (Karte)            | um 1903 (Mietshaus)                                                                                             | baugeschichtlich und städtebaulich von Bedeutung, ein Gründerzeithaus mit Jugendstilanklängen und straßenbildprägendem Giebel | 09220475 |
| Weitere Bilder | Wohn- und Geschäftshaus, mit Einfriedung | Maxim-Gorki-Straße 21 (Karte)            | bezeichnet 1913 (Wohn- und Geschäftshaus)                                                                       | baugeschichtlich, ortsgeschichtlich und städtebaulich von Bedeutung, als Flankenbau zur dahinter befindlichen ehemaligen Mühle und heutigen Fabrik (Nummer 22), ein Bau im Reformstil der Zeit um 1910, an den vorderen Ecken gediegene Erdgeschossgestaltung als Ausstellungsflächen der Fabrik Friedrich Hengst, straßenbildprägender Erker, Bleiglasfenster im Treppenhaus; Wohn- und Geschäftshaus (ehemals Teil der Möbelfabrik Hengst), nach dem Bau der Fabrik (Maxim-Gorki-Straße 22) wurde das Haus 1913 straßenbegleitend als Geschäftshaus mit Ausstellungsräumen erbaut | 09220473 |
| Weitere Bilder | Brettmühle (ehem.); später Holzfabrik Friedrich Hengst                                                                                       | Maxim-Gorki-Straße 22 (Karte)            | Ersterwähnung 1435 (Mühle), 1898 (Fabrikgebäude)                                                                | Ehemalige Mühle und spätere Fensterfabrik mit allen Gebäuden (dabei drei große Bauten und zwei Lagerschuppen), der unterirdisch verlaufende Mühlgraben des umgeleiteten Schlängelbachs und der Keller mit Einstiegshäuschen; baugeschichtlich, ortsgeschichtlich, städtebaulich und künstlerisch von Bedeutung. | 09220474 |
| Weitere Bilder | Wohn- und Geschäftshaus, mit Einfriedung | Maxim-Gorki-Straße 23 (Karte)            | bezeichnet 1913 (Wohn- und Geschäftshaus)                                                                       | baugeschichtlich, ortsgeschichtlich und städtebaulich von Bedeutung, als Flankenbau zur dahinter befindlichen ehemaligen Mühle und heutigen Fabrik (Nummer 22), ein Bau im Reformstil der Zeit um 1910, an den vorderen Ecken gediegene Erdgeschossgestaltung als Ausstellungsflächen der Fabrik Friedrich Hengst, straßenbildprägender Erker, Bleiglasfenster im Treppenhaus; Wohn- und Geschäftshaus (ehemals Teil der Möbelfabrik Hengst), nach dem Bau der Fabrik (Maxim-Gorki-Straße 22) wurde das Haus 1913 straßenbegleitend als Geschäftshaus mit Ausstellungsräumen erbaut | 09220884 |
| Weitere Bilder | Wohn- und Geschäftshaus, in geschlossener Bebauung konzipiert                                                                                | Maxim-Gorki-Straße 24 (Karte)            | 1913/1914 (Wohn- und Geschäftshaus)                                                                             | baugeschichtlich und städtebaulich von Bedeutung, ein Bau im Reformstil der Zeit um 1900, Jugendstil-Details | 09220472 |
|                | Bankgebäude | Maxim-Gorki-Straße 26 (Karte)            | 1913 (Bankgebäude)                                                                                              | baugeschichtlich, ortsgeschichtlich und städtebaulich von Bedeutung, ehemalige Reichsbank-Nebenstelle, ein Gebäude im Reformstil der Zeit um 1910 mit neoklassizistischen Anklängen (Fassade mit Kolossalpilastern) | 09220471 |
|                | Villa mit Einfriedung | Maxim-Gorki-Straße 27 (Karte)            | bezeichnet 1905 (Villa)                                                                                         | baugeschichtlich, künstlerisch und städtebaulich von Bedeutung, ein Gründerzeitgebäude im späthistoristischen Stil mit Jugendstildetails, gebaut vom Kaufmann Rudolf Gottsche, weitgehend originale Ausstattung | 09220470 |
| Weitere Bilder | Ehemalige Kath. Schule | Maxim-Gorki-Straße 28 (Karte)            | 1896/1897 (Schule)                                                                                              | baugeschichtlich und ortsgeschichtlich von Bedeutung, ein Gründerzeitgebäude; Das zweigeschossige Gebäude wurde 1897 vom Pirnaer Baumeister Fürchtegott Kemnitzer erbaut. Es war bis 1919 Sitz der katholischen Bezirksschule und beherbergte später die Höhere Mädchenschule. Nach 1945 erfolgte die Nutzung als Jugendheim. Dafür wurde im Hofbereich an Stelle der Turnhalle ein weiteres (nicht denkmalgeschütztes) Wohnhaus errichtet. Die Wohnheimnutzung dauerte bis 2006 an, seitdem steht das Gebäude leer (Stand September 2012).                                         | 09220469 |
| Weitere Bilder | Zwei Wohnhäuser, heute Altenheime | Robert-Koch-Straße 1; 2 (Karte)          | 1860er Jahre (Krankenhausbestandteil)                                                                           | Zwei Wohnhäuser, heute Altenheime, zum ehem. Hospitalkrankenhaus gehörend (ein Grundstück mit Siegfried-Rädel-Straße 11); baugeschichtlich und ortsgeschichtlich von Bedeutung, frühe Gründerzeitgebäude, das ältere mit neogotischem Eingang auf der Hofseite | 09221081 |
| Weitere Bilder | Mietshaus, Eckhaus in offener Bebauung | Rosa-Luxemburg-Straße 1 (Karte)          | 1890er Jahre (Mietshaus)                                                                                        | baugeschichtlich und städtebaulich von Bedeutung, ein Gründerzeithaus (Putzfassade) mit hohen auffälligen Holzveranden an der Klosterstraße und straßenbildprägenden Balkonen | 09220347 |
| Weitere Bilder | Mietshaus in geschlossener Bebauung | Rosa-Luxemburg-Straße 4 (Karte)          | Ende 19. Jh. (Mietshaus)                                                                                        | baugeschichtlich und städtebaulich von Bedeutung, frühes Gründerzeitgebäude mit straßenbildprägendem Balkon (Ziergitter) | 09220349 |
| Weitere Bilder | Mietshaus in geschlossener Bebauung | Rosa-Luxemburg-Straße 6 (Karte)          | Ende 19. Jh. (Mietshaus)                                                                                        | baugeschichtlich und städtebaulich von Bedeutung, ein Gründerzeithaus (Klinkerfassade) | 09220350 |
| Weitere Bilder | Mietshaus in geschlossener Bebauung, Eckhaus                                                                                                 | Rosa-Luxemburg-Straße 7 (Karte)          | 1890er Jahre (Mietshaus)                                                                                        | baugeschichtlich und städtebaulich von Bedeutung, ein Gründerzeithaus (Putzfassade) mit straßenbildprägendem Eckerker | 09220346 |
| Weitere Bilder | Mietshaus in halboffener Bebauung, Eckhaus                                                                                                   | Rosa-Luxemburg-Straße 8 (Karte)          | bezeichnet 1897 (Mietshaus)                                                                                     | baugeschichtlich und städtebaulich von Bedeutung, ein Gründerzeithaus (Putzfassade mit Sandsteingliederung) mit straßenbildprägendem Eckerker und Volutengiebeln | 09220345 |
| Weitere Bilder | Mietshaus in geschlossener Bebauung, Eckhaus                                                                                                 | Rosa-Luxemburg-Straße 9 (Karte)          | um 1890 (Mietshaus)                                                                                             | mit originalen Ladenfronten, baugeschichtlich und städtebaulich von Bedeutung, ein Gründerzeithaus (Klinkerfassade) mit straßenbildprägendem Eckerker und Giebelaufbauten | 09220344 |
| Weitere Bilder | Mietshaus in geschlossener Bebauung | Rosa-Luxemburg-Straße 10 (Karte)         | bezeichnet 1896 (Mietshaus)                                                                                     | baugeschichtlich und städtebaulich von Bedeutung, ein Gründerzeithaus | 09220351 |
| Weitere Bilder | Mietshaus in geschlossener Bebauung | Rosa-Luxemburg-Straße 11 (Karte)         | 1890er Jahre (Mietshaus)                                                                                        | baugeschichtlich und städtebaulich von Bedeutung, ein Gründerzeithaus (Klinkerfassade) | 09220343 |
| Weitere Bilder | Mietshaus in geschlossener Bebauung | Rosa-Luxemburg-Straße 12 (Karte)         | 1895/1900 (Mietshaus)                                                                                           | baugeschichtlich und städtebaulich von Bedeutung, ein Gründerzeithaus (Klinkerfassade) | 09221199 |
| Weitere Bilder | Mietshaus in geschlossener Bebauung | Rosa-Luxemburg-Straße 13 (Karte)         | 1890er Jahre (Mietshaus)                                                                                        | baugeschichtlich und städtebaulich von Bedeutung, ein Gründerzeithaus | 09220342 |
| Weitere Bilder | Mietshaus in geschlossener Bebauung | Rosa-Luxemburg-Straße 14 (Karte)         | 1890er Jahre (Mietshaus)                                                                                        | baugeschichtlich und städtebaulich von Bedeutung, ein Gründerzeithaus | 09220352 |
| Weitere Bilder | Mietshaus in geschlossener Bebauung | Rosa-Luxemburg-Straße 15 (Karte)         | 1890er Jahre (Mietshaus)                                                                                        | baugeschichtlich und städtebaulich von Bedeutung, ein Gründerzeithaus (Klinkerfassade) | 09220341 |
| Weitere Bilder | Mietshaus in geschlossener Bebauung, Eckhaus                                                                                                 | Rosa-Luxemburg-Straße 17 (Karte)         | um 1890 (Mietshaus)                                                                                             | baugeschichtlich und städtebaulich von Bedeutung, ein Gründerzeithaus (Klinkerfassade) mit straßenbildprägendem Eckerker und Giebeln sowie Balkonen | 09220340 |
| Weitere Bilder | Villa (gekoppelt mit Nr. 22) mit Einfriedung                                                                                                 | Rosa-Luxemburg-Straße 18 (Karte)         | 1890er Jahre (Villa)                                                                                            | baugeschichtlich und städtebaulich von Bedeutung, ein Gründerzeitgebäude | 09220444 |
| Weitere Bilder | Villa (gekoppelt mit Nr. 18) mit Einfriedung                                                                                                 | Rosa-Luxemburg-Straße 22 (Karte)         | 1890er Jahre (Villa)                                                                                            | baugeschichtlich und städtebaulich von Bedeutung, ein Gründerzeitgebäude | 09222890 |
| Weitere Bilder | Villa mit Einfriedung | Rosa-Luxemburg-Straße 24 (Karte)         | 1870er Jahre (Villa)                                                                                            | baugeschichtlich und städtebaulich von Bedeutung, ein Gründerzeitgebäude mit zum Teil originaler Ausstattung im Treppenhaus und im Eingangsbereich, straßenbildprägende Verandenvorbauten, wohl gebaut vom Rentier M. Gädecke (wobei die Nummer 18 und 22 als Nebengebäude dazugehörten); das Gebäude teilt sich die Adresse mit der Siegfried-Rädel-Straße 28; Nutzung in der DDR als Kinderkrippe „Ernst-Thälmann“ https://www.saechsische.de/plus/repraesentativer-wohnsitz-eines-bankiers-2945214.html                                                                          | 09220445 |
| Weitere Bilder | Wohnhaus in offener Bebauung | Rosa-Luxemburg-Straße 25 (Karte)         | 1910 (Wohnhaus)                                                                                                 | baugeschichtlich und städtebaulich von Bedeutung, ein Bau im Reformstil der Zeit um 1910 | 09225427 |
| Weitere Bilder | Mietshaus, in geschlossener Bebauung konzipiert                                                                                              | Rosa-Luxemburg-Straße 29 (Karte)         | 1890er Jahre (Mietshaus)                                                                                        | baugeschichtlich und städtebaulich von Bedeutung, ein Gründerzeitgebäude (Klinkerfassade) mit straßenbildprägenden Balkonen | 09220446 |
| Weitere Bilder | Turnhalle der Turngemeinde zu Pirna | Siegfried-Rädel-Straße 10 (Karte)        | bezeichnet 1894 (Turnhalle)                                                                                     | Turnhalle (mit Porträtmedaillon von Friedrich Ludwig Jahn); baugeschichtlich und ortsgeschichtlich von Bedeutung, ein Gründerzeitgebäude | 09220439 |
| Weitere Bilder | Hospitalkrankenhaus mit Hospitalkirche | Siegfried-Rädel-Straße 11 (Karte)        | um 1910 (Krankenhaus), bezeichnet 1914–1916 (Anstaltskirche)                                                    | Krankenhaus (später Kreispoliklinik, heute Ärztehaus, Ernst-Thälmann-Platz 2) mit Zwischentrakt und die hier angebaute Hospitalkirche (Siegfried-Rädel-Straße 11) – (auf dem Gelände zwei Wohnhäuser, heute Altenheime, siehe Robert-Koch-Straße 1, 2); baugeschichtlich, ortsgeschichtlich, künstlerisch und städtebaulich von Bedeutung, ein Bau im Reformstil der Zeit um 1910, Anklänge an den neoklassizistischen Stil, Architekten: Gebrüder Kießling, Radebeul-Kötzschenbroda                                                                                                | 09220437 |
| Weitere Bilder | Brunnen auf dem Gelände des Hospitalkrankenhauses                                                                                            | Siegfried-Rädel-Straße 11 (Karte)        | um 1910 (Brunnen)                                                                                               | künstlerisch von Bedeutung | 09220438 |
| Weitere Bilder | Wohnhaus einer Wohnanlage | Siegfried-Rädel-Straße 12 (Karte)        | 1922 (Auskunft)                                                                                                 | baugeschichtlich und städtebaulich von Bedeutung, im Reformstil der Zeit nach 1910, Teil einer genossenschaftlichen Wohnanlage (einheitlicher Komplex mit Siegfried-Rädel-Straße 12–26, gerade Zahlen und Hospitalstraße 1–13, ungerade Zahlen) | 09220441 |
| Weitere Bilder | Kaufmännische und gewerbliche Schule | Siegfried-Rädel-Straße 13 (Karte)        | 1927 lt. Auskunft (Schule)                                                                                      | Schule; baugeschichtlich, ortsgeschichtlich, künstlerisch und städtebaulich von Bedeutung, ein Bau im Reformstil der Zeit nach 1910, ortsbildprägende Lage am Ernst-Thälmann-Platz, Eingänge durch halbrunde Vorbauten auf Säulen betont | 09220447 |
| Weitere Bilder | Wohnhaus einer Wohnanlage | Siegfried-Rädel-Straße 14 (Karte)        | 1922 (Auskunft)                                                                                                 | baugeschichtlich und städtebaulich von Bedeutung, im Reformstil der Zeit nach 1910, Teil einer genossenschaftlichen Wohnanlage (einheitlicher Komplex mit Siegfried-Rädel-Straße 12–26, gerade Zahlen und Hospitalstraße 1–13, ungerade Zahlen) | 09223737 |
| Weitere Bilder | Mietshaus, Eckhaus | Siegfried-Rädel-Straße 15 (Karte)        | 1890er Jahre (Mietshaus)                                                                                        | baugeschichtlich und städtebaulich von Bedeutung, ein Gründerzeithaus (Putzfassade) mit turmartiger Eckbetonung und Balkone | 09220448 |
| Weitere Bilder | Wohnhaus einer Wohnanlage | Siegfried-Rädel-Straße 16 (Karte)        | 1922 (Auskunft)                                                                                                 | baugeschichtlich und städtebaulich von Bedeutung, im Reformstil der Zeit nach 1910, Teil einer genossenschaftlichen Wohnanlage (einheitlicher Komplex mit Siegfried-Rädel-Straße 12–26, gerade Zahlen und Hospitalstraße 1–13, ungerade Zahlen) | 09223738 |
| Weitere Bilder | Mietshaus, Eckhaus in geschlossener Bebauung                                                                                                 | Siegfried-Rädel-Straße 17 (Karte)        | 1890er Jahre (Mietshaus)                                                                                        | baugeschichtlich, künstlerisch und städtebaulich von Bedeutung, ein repräsentatives Gründerzeithaus (Klinkerfassade) im Stil der deutschen Renaissance, Eckbetonung mit Haube und Balkonen, Seitenrisalit mit Balkonen und Giebelaufbau, Eckladen mit Stuckdecke, Eingangsbereich mit Stuck, Fliesen und Pilastern | 09220459 |
| Weitere Bilder | Wohnhaus einer Wohnanlage | Siegfried-Rädel-Straße 18 (Karte)        | 1922 (Auskunft)                                                                                                 | baugeschichtlich und städtebaulich von Bedeutung, im Reformstil der Zeit nach 1910, Teil einer genossenschaftlichen Wohnanlage (einheitlicher Komplex mit Siegfried-Rädel-Straße 12–26, gerade Zahlen und Hospitalstraße 1–13, ungerade Zahlen) | 09223739 |
| Weitere Bilder | Mietshaus in geschlossener Bebauung (wie Nr. 21 gestaltet)                                                                                   | Siegfried-Rädel-Straße 19 (Karte)        | 1890er Jahre (Mietshaus)                                                                                        | baugeschichtlich und städtebaulich von Bedeutung, ein Gründerzeithaus (Klinkerfassade) | 09220460 |
| Weitere Bilder | Wohnhaus einer Wohnanlage | Siegfried-Rädel-Straße 20 (Karte)        | 1922 (Auskunft)                                                                                                 | baugeschichtlich und städtebaulich von Bedeutung, im Reformstil der Zeit nach 1910, Teil einer genossenschaftlichen Wohnanlage (einheitlicher Komplex mit Siegfried-Rädel-Straße 12–26, gerade Zahlen und Hospitalstraße 1–13, ungerade Zahlen) | 09223740 |
| Weitere Bilder | Mietshaus in geschlossener Bebauung (wie Nr. 19 gestaltet)                                                                                   | Siegfried-Rädel-Straße 21 (Karte)        | 1890er Jahre (Mietshaus)                                                                                        | baugeschichtlich und städtebaulich von Bedeutung, ein Gründerzeithaus (Klinkerfassade) | 09220461 |
| Weitere Bilder | Wohnhaus einer Wohnanlage | Siegfried-Rädel-Straße 22 (Karte)        | 1922 (Auskunft)                                                                                                 | baugeschichtlich und städtebaulich von Bedeutung, im Reformstil der Zeit nach 1910, Teil einer genossenschaftlichen Wohnanlage (einheitlicher Komplex mit Siegfried-Rädel-Straße 12–26, gerade Zahlen und Hospitalstraße 1–13, ungerade Zahlen) | 09223741 |
| Weitere Bilder | Mietshaus, Eckhaus in geschlossener Bebauung                                                                                                 | Siegfried-Rädel-Straße 23 (Karte)        | 1890er Jahre (Mietshaus)                                                                                        | baugeschichtlich und städtebaulich von Bedeutung, ein Gründerzeithaus (Klinkerfassade), äußerst aufwändige Gestaltung mit Balkonen und Turmaufbau | 09220462 |
| Weitere Bilder | Wohnhaus einer Wohnanlage | Siegfried-Rädel-Straße 24 (Karte)        | 1922 (Auskunft)                                                                                                 | baugeschichtlich und städtebaulich von Bedeutung, im Reformstil der Zeit nach 1910, Teil einer genossenschaftlichen Wohnanlage (einheitlicher Komplex mit Siegfried-Rädel-Straße 12–26, gerade Zahlen und Hospitalstraße 1–13, ungerade Zahlen) | 09223742 |
|                | Wohnhaus einer Wohnanlage | Siegfried-Rädel-Straße 26 (Karte)        | 1922 (Auskunft)                                                                                                 | baugeschichtlich und städtebaulich von Bedeutung, im Reformstil der Zeit nach 1910, Teil einer genossenschaftlichen Wohnanlage (einheitlicher Komplex mit Siegfried-Rädel-Straße 12–26, gerade Zahlen und Hospitalstraße 1–13, ungerade Zahlen) | 09223743 |
| Weitere Bilder | Mietshaus, in geschlossener Bebauung konzipiert                                                                                              | Siegfried-Rädel-Straße 27 (Karte)        | bezeichnet 1911 (Mietshaus)                                                                                     | baugeschichtlich und städtebaulich von Bedeutung, anspruchsvoll gestaltetes Wohnhaus im Reformstil der Zeit um 1910 | 09220488 |
| Weitere Bilder | Mietshaus, in geschlossener Bebauung konzipiert                                                                                              | Siegfried-Rädel-Straße 29 (Karte)        | bezeichnet 1913 (Mietshaus)                                                                                     | baugeschichtlich und städtebaulich von Bedeutung, anspruchsvoll gestaltetes Wohnhaus im Reformstil der Zeit um 1910 | 09220489 |
| Weitere Bilder | Wohnhaus in offener Bebauung, mit Einfriedung                                                                                                | Siegfried-Rädel-Straße 32 (Karte)        | nach 1900 (Wohnhaus)                                                                                            | baugeschichtlich und städtebaulich von Bedeutung, villenartig gestaltetes Gründerzeithaus im Stil des Späthistorismus, mit straßenbildprägendem Balkon und Giebelaufbau | 09220464 |
| Weitere Bilder | Wohnhaus in offener Bebauung mit Einfriedung                                                                                                 | Siegfried-Rädel-Straße 34 (Karte)        | nach 1900 (Wohnhaus)                                                                                            | baugeschichtlich und städtebaulich von Bedeutung, repräsentatives Gründerzeithaus im Stil des Späthistorismus, mit Anklängen an die Neogotik | 09220463 |
| Weitere Bilder | Wohnhaus in offener Bebauung | Siegfried-Rädel-Straße 35 (Karte)        | 1920er Jahre (Wohnhaus)                                                                                         | baugeschichtlich und städtebaulich von Bedeutung, villenartig gestalteter Bau mit Art-déco-Ornamenten | 09220777 |
| Weitere Bilder | Mietshaus mit Einfriedung (bauliche Einheit mit Maxim-Gorki-Straße 4)                                                                        | Siegfried-Rädel-Straße 36 (Karte)        | 1900–1905 (Mietshaus)                                                                                           | baugeschichtlich und städtebaulich von Bedeutung, ein Gründerzeithaus | 09301614 |
| Weitere Bilder | Villa mit Nebengebäude | Siegfried-Rädel-Straße 40 (Karte)        | um 1912 (Villa)                                                                                                 | baugeschichtlich und städtebaulich von Bedeutung, im Heimatstil | 09220776 |

### Ehemalige Kulturdenkmale
| Bild | Bezeichnung                                             | Lage                       | Datierung | Beschreibung                                                                      | ID |
| ---- | ------------------------------------------------------- | -------------------------- | --------- | --------------------------------------------------------------------------------- | -- |
|      | Wohnhaus mit Hofeinfahrt und eingeschossigem Ladenanbau | Bahnhofstraße 2            |           | Im Zuge des Baus des Scheunenhof-Centers erfolgte nach dem Jahre 2016 der Abriss. |    |
|      | Geschäftshaus Dresdner Str. 11                          | Dresdner Straße 11 (Karte) |           | [ 2 ]                                                                             |    |
|      | Hotel Sächsischer Hof                                   | Gartenstraße 21 (Karte)    |           |                                                                                   |    |

## Ausführliche Denkmaltexte
1. ↑  Die Stadtbrücke Pirna ist eine 295,45 m lange Elbebrücke, die als kombinierte Straßen- und Eisenbahnbrücke (zweigleisig) die Staatsstraße 164 sowie die Bahnstrecke Kamenz–Pirna überführt. Das Brückenbauwerk besitzt neun Kreissegmentbögen, wovon am Pirnaer Flussufer vier Stromöffnungen sind. 1928 wurden die Fahrbahn und der Fußweg durch den Einbau einer auskragenden Stahlbetonplatte auf 7 m bzw. 3 m verbreitert, um dem wachsenden Verkehrsaufkommen Rechnung zu tragen. Im Zweiten Weltkrieg wurde die Brücke im April 1945 bei einem Angriff der US-amerikanischen Luftwaffe zerstört. Der Wiederaufbau dauerte bis 1948 an. Aufgrund von Reparationsleistungen wurde dabei ein Streckengleis zurückgebaut. Eine umfassende Instandsetzung erfolgte 1992 bis 1996. Dabei wurde die Eisenbahntrasse endgültig auf ein Gleis reduziert.
2. ↑  Das Bahnhofsgebäude wurde 1848 gemeinsam mit dem ersten Abschnitt der Bahnstrecke Dresden – Děčín in Betrieb genommen. Es handelt sich damit um eines der ältesten erhaltenen Bahnhofsgebäude in Sachsen bzw. Deutschland. Das Empfangsgebäude wurde im spätklassizistischen Baustil mit Elementen der römischen Renaissance erbaut. Es verfügte ursprünglich über zwei Kopfgebäude, einen Zwischentrakt und einen überdachten Hausbahnsteig. Im Zusammenhang mit dem Bau der Bahnstrecke Kamenz–Pirna wurde der Bau einer ersten Pirnaer Elbbrücke notwendig, die 1875 westlich des bisherigen Bahnhofs errichtet wurde. Am Kreuzungspunkt der Bahnlinie Pirna – Kamenz mit der Elbtalbahn wurde 1875 der neue Pirnaer Bahnhof (Bahnhofstraße) in Betrieb genommen. Der alte Bahnhof wurde daraufhin aufgelassen. Bei der Bombardierung der Pirnaer Elbbrücke wurde das Gebäude 1945 teilweise zerstört.
3. ↑  Gründerzeitbauten (aus Backstein), Architekt: Paul Ranft (aus Leipzig), Hauptgebäude mit teilweise originaler Ausstattung; Industriegebäude (ehemals Möbelfabrik Hengst), das Fabrikationsgebäude wurde 1899/1900 durch den Pirnaer Tischler und späteren Stadtrat Friedrich Hengst erbaut. Nach Plänen von Paul Ranft aus Leipzig entstanden klar gegliederte Backsteinbauten, welche die Fabrik samt Verwaltung (Hauptgebäude) und flankierend zwei Wohn- und Geschäftshäuser (Maxim-Gorki-Straße 21 und 23; bezeichnet 1913) samt Ausstellungsräumen umfassten. Die repräsentativen Bauten weisen Anklänge an den Jugendstil auf und sind die bedeutendsten erhaltenen Sachzeugen der Industrialisierung in Pirna und als solche ein industriegeschichtliches Denkmal von besonderem Wert. Die Nutzungskontinuität des Gebäudeensembles als holzverarbeitender Betrieb und Fensterhersteller blieb über mehr als 100 Jahre erhalten. Die Möbel- und spätere Fensterproduktion wurde 2007 eingestellt.